# Бельмонте-Медзаньо
Бельмонте-Медзаньо (итал. Belmonte Mezzagno) — коммуна в Италии, располагается в регионе Сицилия, подчиняется административному центру Палермо.
Население составляет 10 305 человек, плотность населения составляет 355 чел./км². Занимает площадь 29 км². Почтовый индекс — 90031. Телефонный код — 091.
В коммуне особо почитаем Крест Господень, празднование 14 сентября.